# ドナルド・O・ミッチェル
ドナルド・O・ミッチェル（Donald O. Mitchell）は、アメリカ合衆国のレコーディング・エンジニアである。1973年から2002年までのあいだに約120作品にクレジットされた。アカデミー録音賞には14回ノミネートされ、『グローリー』（1989年）で受賞を果たした。

## 受賞とノミネート
| 賞           | 年     | 部門   | 作品名                    | 結果       |
| ------------ | ------ | ------ | ------------------------- | ---------- |
| アカデミー賞 | 1973年 | 録音賞 | ペーパーチェイス          | ノミネート |
| アカデミー賞 | 1976年 | 録音賞 | 大陸横断超特急            | ノミネート |
| アカデミー賞 | 1980年 | 録音賞 | レイジング・ブル          | ノミネート |
| アカデミー賞 | 1983年 | 録音賞 | 愛と追憶の日々            | ノミネート |
| アカデミー賞 | 1985年 | 録音賞 | シルバラード              | ノミネート |
| アカデミー賞 | 1985年 | 録音賞 | コーラスライン            | ノミネート |
| アカデミー賞 | 1986年 | 録音賞 | トップガン                | ノミネート |
| アカデミー賞 | 1989年 | 録音賞 | ブラック・レイン          | ノミネート |
| アカデミー賞 | 1989年 | 録音賞 | グローリー                | 受賞       |
| アカデミー賞 | 1990年 | 録音賞 | デイズ・オブ・サンダー    | ノミネート |
| アカデミー賞 | 1992年 | 録音賞 | 沈黙の戦艦                | ノミネート |
| アカデミー賞 | 1993年 | 録音賞 | 逃亡者                    | ノミネート |
| アカデミー賞 | 1994年 | 録音賞 | 今そこにある危機          | ノミネート |
| アカデミー賞 | 1995年 | 録音賞 | バットマン フォーエヴァー | ノミネート |